# 中亚早熟禾
中亚早熟禾（学名：Poa litwinowiana）为禾本科早熟禾属下的一个种。